# Chocolate and Ice
Albums de My Morning Jacket
At Dawn
(2001) It Still Moves
(2003)
Chocolate and Ice est un EP du groupe de rock indépendant My Morning Jacket sorti le 26 mars 2002. Il a été produit par Badman Recording Co. Toutes les chansons ont été écrites et composés par le leader du groupe Jim James. Aucun autre membre du groupe n’apparaît sur l'album, sauf sur la chanson It's Been a Great 3 Or 4 Years, un message de son cousin, le guitariste John McQuade. La pochette intérieur de l'album indique qu'il a été produit aux studios Abbey Road. Des chansons comme Sooner et Cobra sont devenus des classiques des concerts du groupe dans les années suivant la parution de l'EP. Tandis que Sweetheart n'a été joué qu'une seule fois au Gypsy Team Room de Dallas en 2006 et que Can You See The Hard Helmet On My Head? n'a jamais été joué en public.

## Liste des pistes
All songs by Jim James.
1. Can You See The Hard Helmet On My Head? – 3:43
2. Sooner – 3:37
3. Cobra – 24:12
4. It's Been A Great 3 Or 4 Years – 4:00
5. Holy – 1:59
6. Sweetheart – 3:04

## Personnel
- Jim James - Instruments et chant
- Johnny Quaid - Chant (It's Been A Great 3 Or 4 Years)